# Cruralispennia multidonta
Cruralispennia multidonta — викопний вид енанціорнісових птахів, що мешкав у ранній крейді, 130,7 млн років тому.

## Скам'янілості

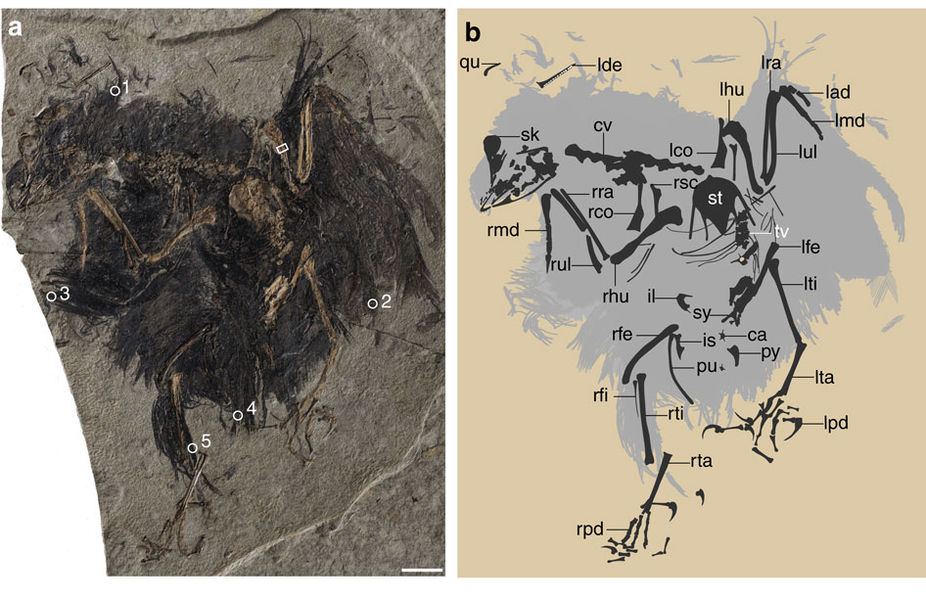
Голотип виду

Скам'янілі рештки птаха знайдено у відкладеннях формації Хуацзіїн у провінції Хебей на північному сході Китаю. Відомий з майже повного скелета з черепом, сплюснутого на одній кам'яній пластині. На пластині залишились відбитки пір'я. Описаний вид у 2007 році вченими Інституту палеонтології хребетних та палеоантропології Ван Мінем, Цзінмай Кетлін О'Коннор, Пань Яньхонем і Чжоу Чжунхе.

## Опис
Невеликий птах. Розмах крил, за оцінками, становив близько 30 см. Вид відрізняється від ранніх енанціорнісових вкороченим пігостилем, яка характерна для пізньокрейдових та сучасних птахів. Крім того, гомілки птаха були покриті унікальними пір'ям, схожими на нитки — борідки цього пір'я зосереджені на кінці пір'яного стрижня. Ні в одного сучасного або викопного птаха таких пір'їн на гомілках немає.